# لخرانكة (لعوامر)
لخرانكة هو دُوَّار يقع بجماعة مريجة، إقليم جرادة، جهة الشرق في المملكة المغربية. ينتمي الدوّار لمشيخة لعوامر التي تضم 6 دواوير. يقدر عدد سكانه بـ 25 نسمة حسب الإحصاء الرسمي للسكان والسكنى لسنة 2004.

## روابط خارجية
- البوابة الوطنية للجماعات الترابية نسخة محفوظة 12 مارس 2018 على موقع واي باك مشين.
- المندوبية السامية للتخطيط